# KOMDIV-32
A KOMDIV-32 (oroszul: КОМДИВ-32) az Orosz Tudományos Akadémia Számítógép-technológiai Tudományos Kutatóintézete (НИИСИ РАН) által 1999-től kezdődően fejlesztett 32 bites RISC mikroprocesszor-család. A processzorokat a moszkvai Kurcsatov Intézetben gyártják.
A KOMDIV-32 processzorokat elsősorban az űrbeli alkalmazásra, főleg űrhajókban való felhasználásra szánták, és a család tagjai között sugárzásálló  (rad-hard) változatok is találhatók.
Érdekesség, hogy az orosz комдив (komdiv) jelentése: hadosztályparancsnok.
Ezek a mikroprocesszorok MIPS R3000 kompatibilisek és beépített MIPS R3010 kompatibilis lebegőpontos koprocesszort tartalmaznak; utasításkészlet-architektúrájuk a MIPS I revíziónak felel meg.
Elkészült változatok:
- 1V812, (1В812)
  - 3-rétegű fém, 0.5 µm processz, 1.5 millió tranzisztor, órajel 33 MHz, 8 kiB L1 utasítás-cache, 8 kiB L1 adat-cache, IDT 79R3081E kompatibilis
- 1890VM1T, (1890ВМ1Т)
  - 0.5 µm processz, órajel 33 MHz – 50 MHz
- 1890VM2T, (1890ВМ2Т)
  - 0.35 µm processz, órajel 90 MHz
- 5890VE1Т (5890ВЕ1Т)
  - SoC, sugárzás ellen védett, 0.5 µm SOI (silicon on insulator) processz, órajel 33 MHz
- 1900VM2T (1900ВМ2Т) más néven REZERV-32 (РЕЗЕРВ-32)
  - sugárzás ellen védett, sugárzástűrés felső határa 200 kRad, háromszoros moduláris blokk-szintű redundancia öngyógyító rendszerrel, 0.35 µm SOI (silicon on insulator) processz, üzemi hőmérséklet -60 °C...+125 °C, órajel 66 MHz.